# 淳溪老街
淳溪老街（高淳老街）位于江苏省南京市高淳区淳溪镇（高淳县城中心），街市于宋朝正式建立，迄今九百余年，以明清等古建筑为特色。于2013年成为AAAA级旅游景区。

## 链接
- 淳溪老街